# فرودگاه شاهزاده محمد بن عبدالعزیز
 فرودگاه شاهزاده محمد بن عبدالعزیز (به انگلیسی: Prince Mohammad Bin Abdulaziz Airport) یک فرودگاه همگانی مسافربری با کد یاتا MED است که یک باند فرود آسفالت دارد و طول باند آن ۳۲۹۰ متر است. این فرودگاه در شهر مدینه کشور عربستان سعودی قرار دارد و در ارتفاع ۶۵۶ متری از سطح دریا واقع شده‌است.

## شرکت‌های هواپیمایی و مقصدهای پروازی

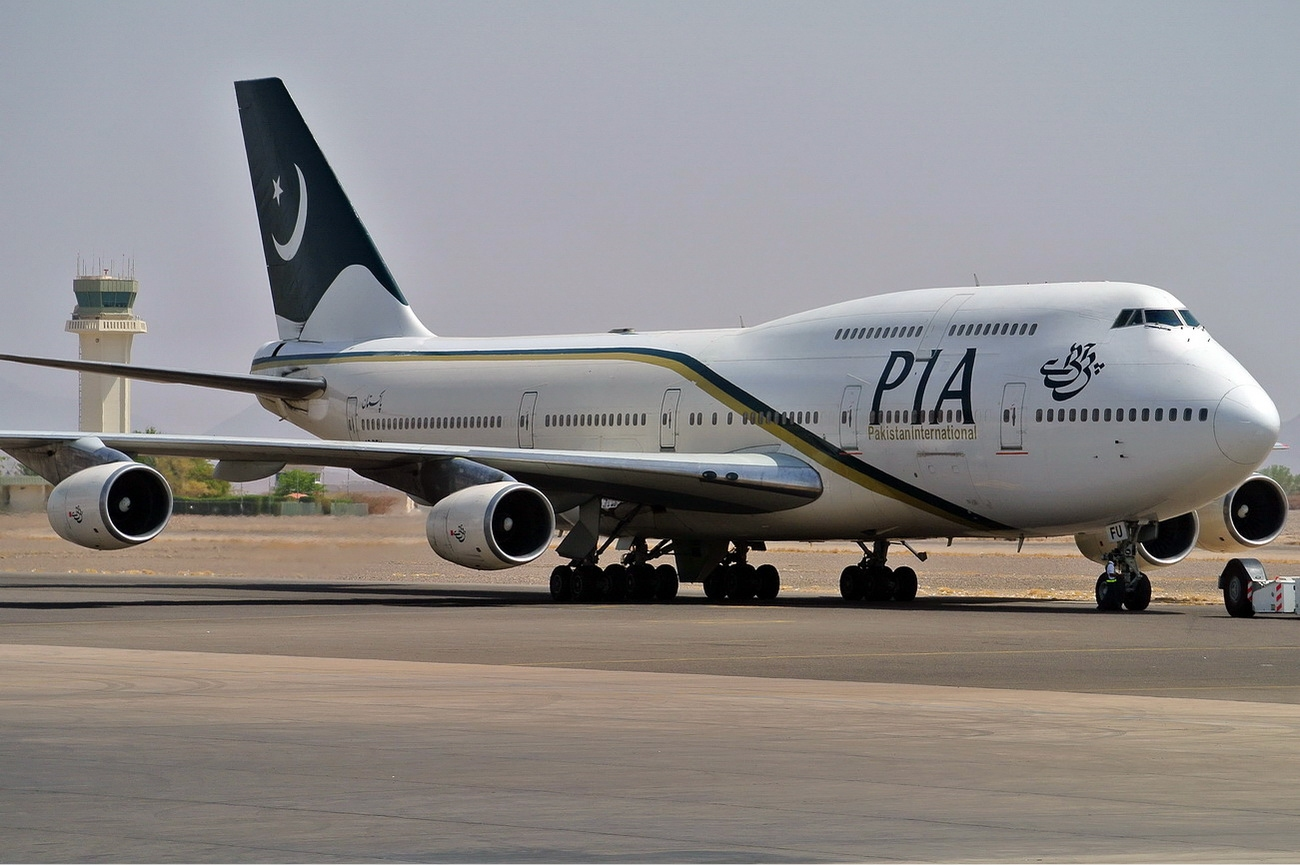
A هواپیمایی بین‌المللی پاکستان بوئینگ ۷۴۷.

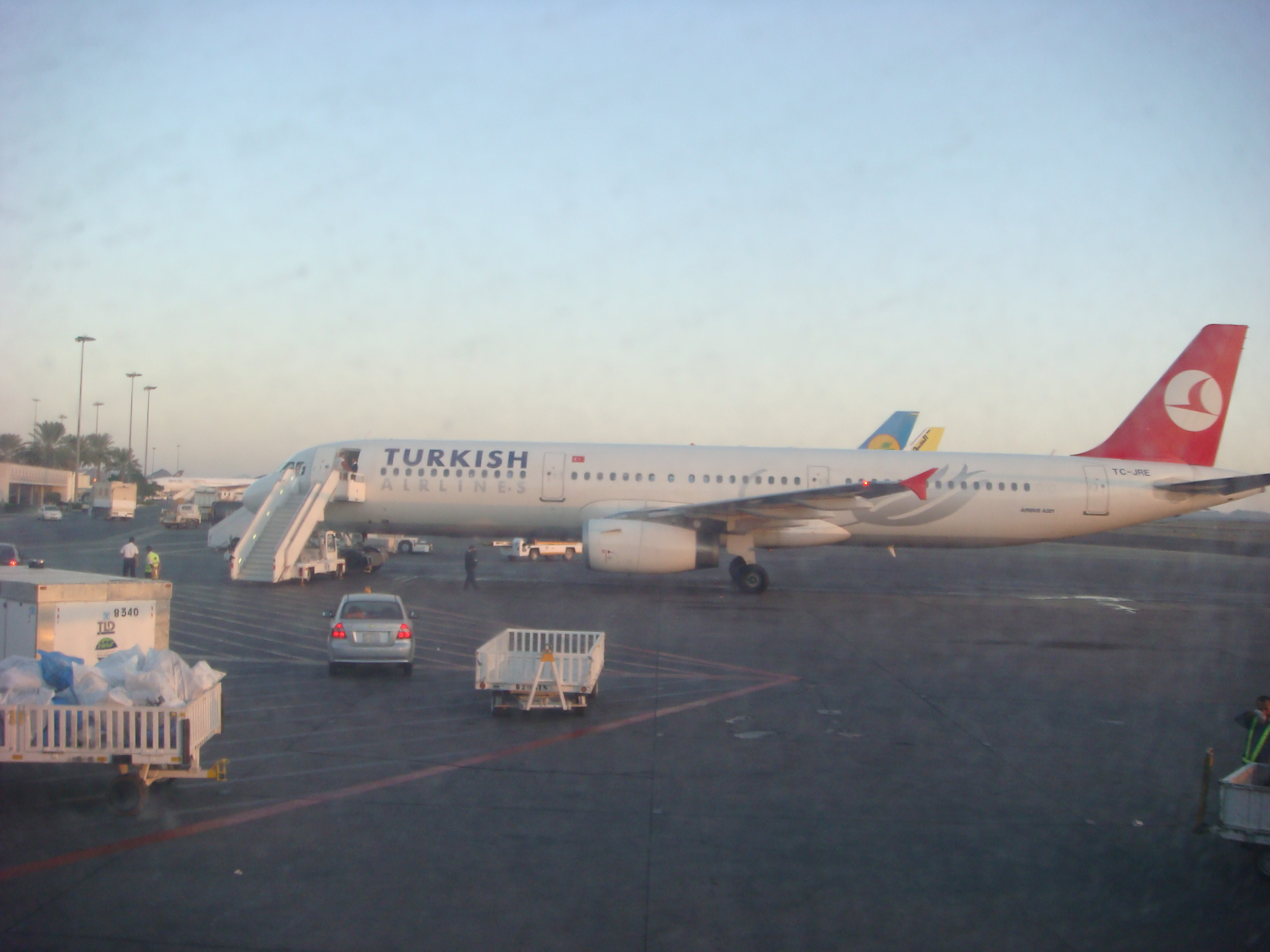
A ترکیش ایرلاینز Airbus A321 at the international arrivals area, during the 2008 حج season.

### مسافری
| شرکت‌های هواپیمایی           | مقصدهای پروازی |
| --------------------------- | --- |
| ایر عربیا                   | شارجه |
| Air Arabia Jordan           | ملکه علیا |
| ایرآسیا ایکس                | کوالالامپور |
| ایربلو                      | اقبال لاهوری، مولتان |
| ایر چاینا                   | Hajj: پکن، لانجو ژنگچوان، Yinchuan |
| اطلس گلوبال                 | آتاترک |
| هواپیمایی جنوبی چین         | Hajj: اورومچی دیووپو |
| هواپیمایی مصر               | برج‌العرب، قاهره |
| هواپیمایی امارات            | دوبی |
| هواپیمایی اتحاد             | ابوظبی |
| هواپیمایی اتیوپی            | آدیس آبابا |
| فلای‌دبی                     | دوبی |
| فلای‌ناس                     | دوبی، صبیحه گوکچن، ملک عبدالعزیز، خرطوم، کویت، ملک خالد، شارجه |
| گارودا ایندونزیا            | سلطان اسکندر مودا، سوئکارنو-هتا، جواندا Hajj: کوالا نامو |
| گلف ایر                     | بحرین |
| ایران ایر                   | Hajj: ساری، اردبیل، بندرعباس، بوشهر، همدان، شهید بهشتی اصفهان، ملک عبدالعزیز، آیت‌الله هاشمی رفسنجانی کرمان، امام خمینی، زنجان |
| کویت ایرویز                 | کویت |
| لاین ایر                    | جواندا |
| مالزی ایرلاینز              | کوالالامپور Hajj/Umrah: سلطان عبدالحلیم، ثنای، سلطان محمود، پنانگ |
| هواپیمایی خاورمیانه         | Seasonal: رفیق حریری بیروت |
| نسما ایرلاینز               | منطقه‌ای هائیل |
| عمان ایر                    | مسقط |
| هواپیمایی بین‌المللی پاکستان | فیصل‌آباد، بینظیر بوتو، جناح، اقبال لاهوری، مولتان |
| هواپیمایی قطر               | حمد (suspended) |
| هواپیمایی قشم               | Hajj: امام خمینی |
| هواپیمایی پادشاهی مراکش     | محمد پنجم، ملک عبدالعزیز فصلی: اگادیر المسیره، فس-سایس، مراکش-منارا، انگادس، رباط سله، ابن بطوطه طنجه |
| رویال فالکون                | کشوری امان |
| الملکیه الاردنیه            | ملکه علیا |
| Salam Air                   | مسقط |
| هواپیمایی سعودی             | منطقه‌ای ابها، ابوظبی، هواری بومدین، برج‌العرب، اسن‌بوغا، قاهره، محمد پنجم، ملک فهد، شاه‌جلال، دوبی، محلی قصیم، آتاترک، سوئکارنو-هتا، ملک عبدالعزیز، کوالالامپور، جناح، کویت، نینوی آکوئینو، مسقط، جواندا، محلی تبوک فصلی: عدنان مندرس، سلطان حسن‌الدین، کوالا نامو، چاتراپاتی شیواجی Hajj: اهواز، اگادیر المسیره، ایندیرا گاندی، فس-سایس، فرانکفورت، ژنو، خرطوم، نتاجی سبهاش چندر بوس، هیترو لندن، مراکش-منارا، میلانو مالپنسا، شهید هاشمی‌نژاد مشهد،زنجان،انگادس، رباط سله، لئوناردو دا وینچی-فیومیچینو، شهید مدنی تبریز، ابن بطوطه طنجه، دالس واشینگتن، جان اف کندی |
| شاهین ایر                   | مولتان، کراچی فصلی: فیصل‌آباد |
| سودان ایرویز                | خرطوم |
| تای ایرویز اینترنشنال       | Hajj: سووارنابومی ,ناراتیوات , کرابی ,هت یای |
| تونس ایر                    | Hajj: تونس قرطاج |
| ترکیش ایرلاینز              | آتاترک |
| یونایتد ایرویز              | شاه‌جلال |
| یوتی‌ایر اوییشن              | Hajj: مگس، اویتاش، قازان |
| ازبکستان ایرویز             | Hajj: تاشکند |